# Svensk R&B

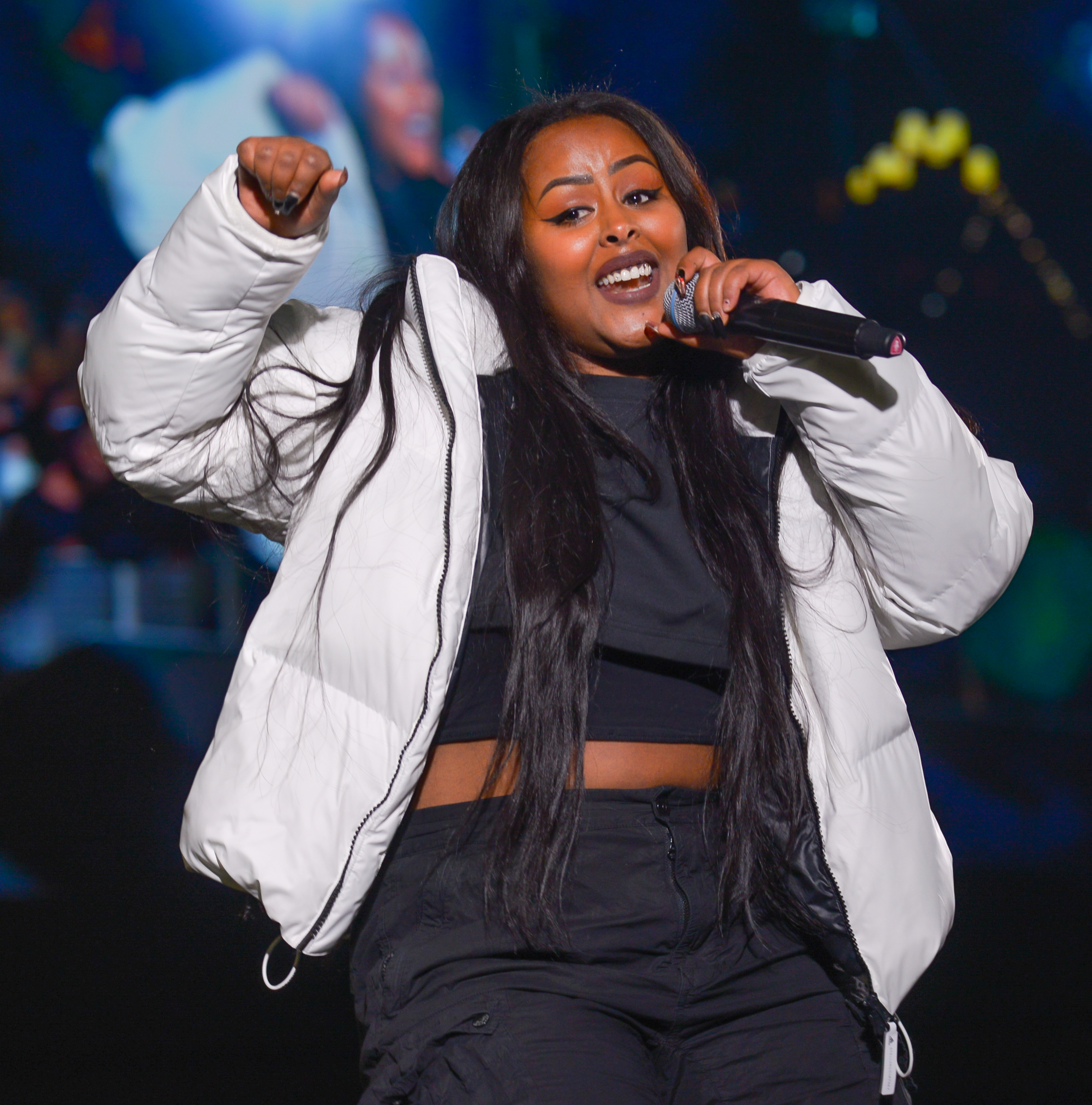
Cherrie är dagens främsta ikon för svensk R&B, kallad Sveriges R&B-drottning

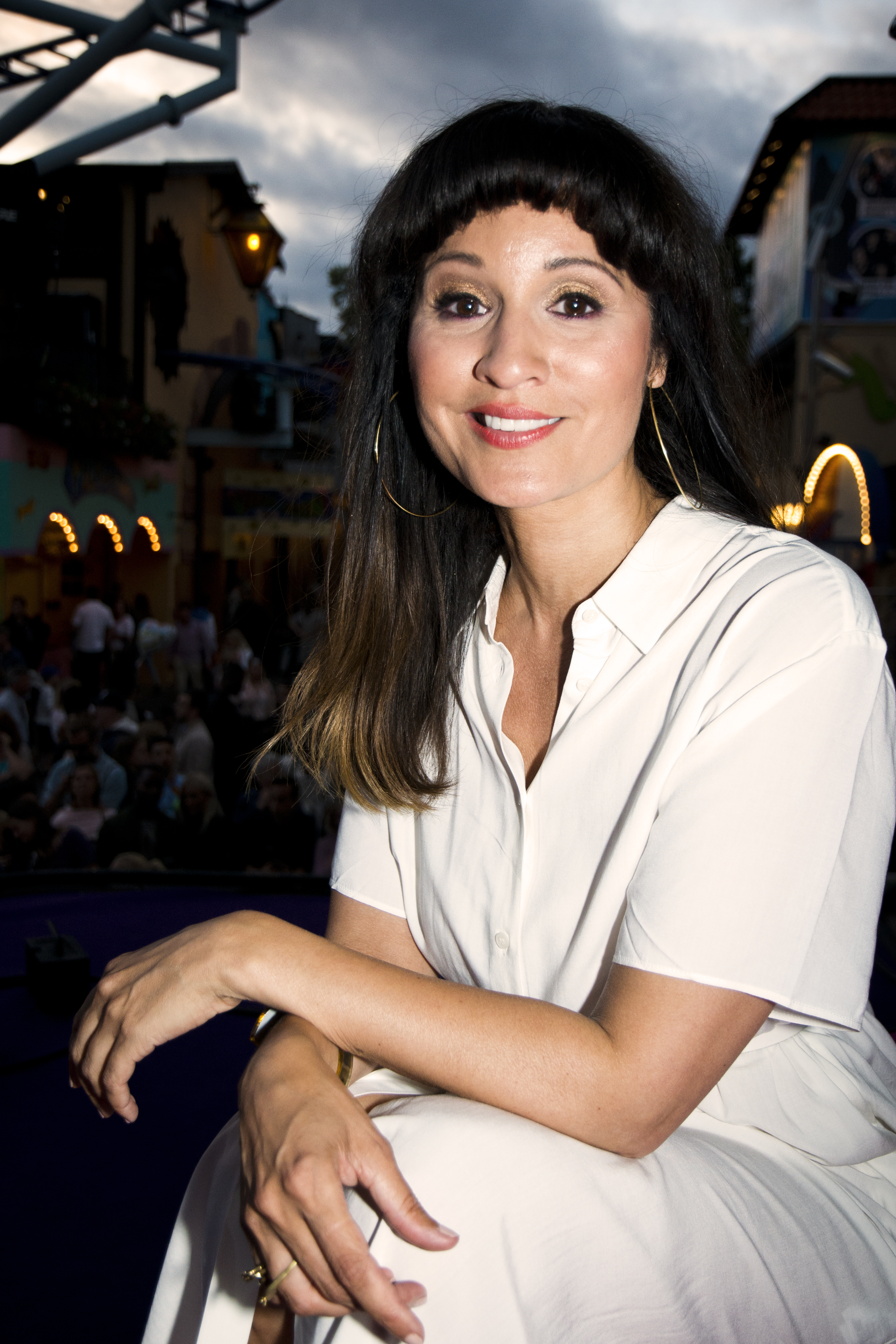
Jennifer Brown, pionjär inom svensk R&B på 1990-talet

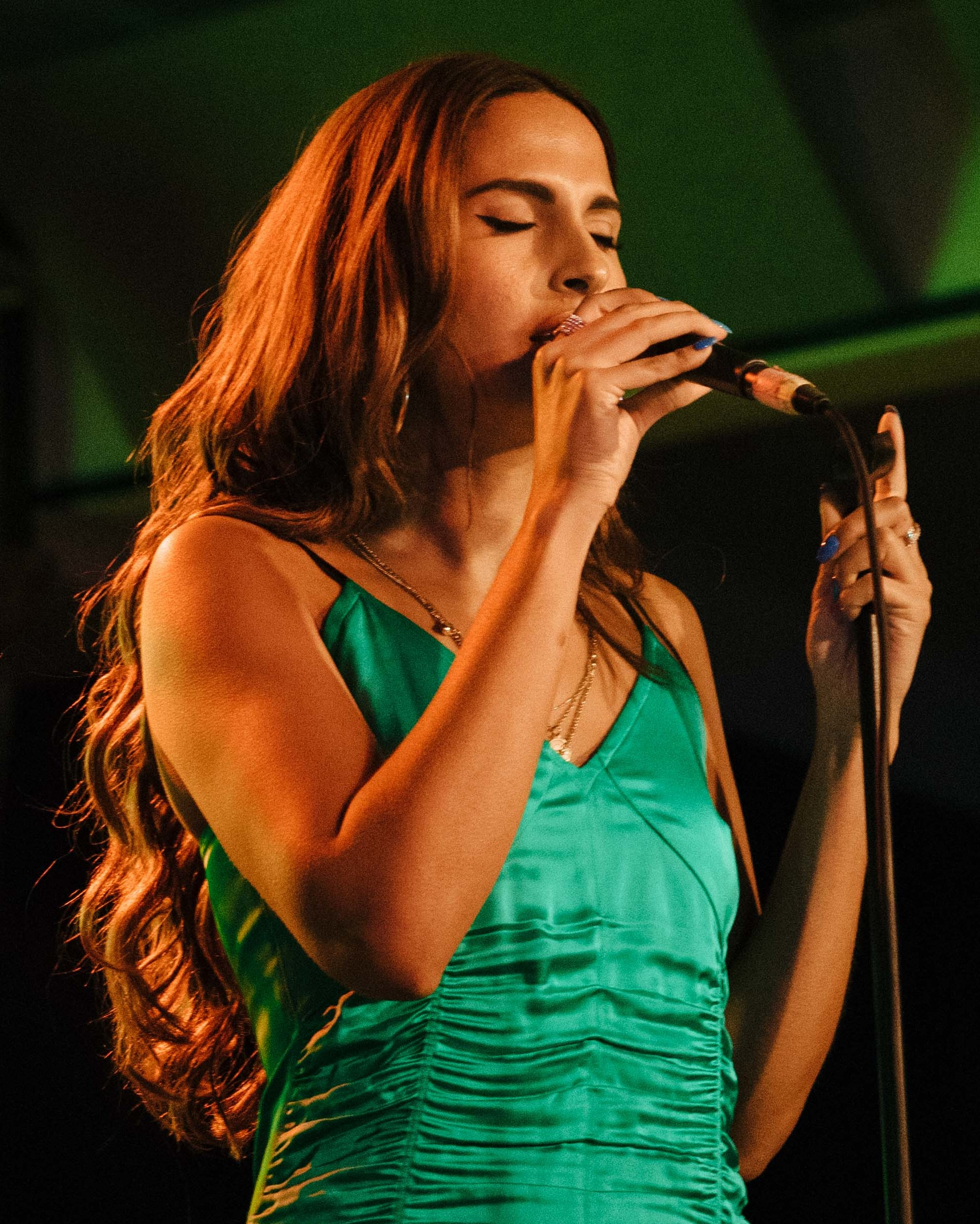
Snoh Aalegra har nått stora framgångar i USA och internationellt.

Svensk R&B är den musik som skapas i eller har annan relation till Sverige, med inspiration från den ursprungligen amerikanska R&B-musiken. De främsta svenska radiostationerna som levererar samtida R&B är P3 Din Gata och PWR Street. De främsta svenska tidsskrifter som täcker R&B är Kingsize Magazine och Scandinavian Soul. Spinneriet vid Glokala folkhögskolan i Malmö ger utbildningen "Urban musik" för artister inom R&B, hiphop och närbesläktat. Uppkomsten av svensk R&B skedde först i början av 1990-talet genom det då allmänt växande nätverket inom urban musik. Betydande musiker genom tiderna är bland andra Christian "The Falcon" Falk, Jennifer Brown, Fre, Newkid och Cherrie.

## Historia
Uppkomsten av svensk R&B skedde först i början av 1990-talet genom det då allmänt växande nätverket inom urban musik, vilken växte fram i takt med invandringen. I och med Sveriges marginella förflutna med kolonialism jämfört med länder som USA fanns inte heller något större förakt mot invandringen, trodde Robyn, vilket gav utrymme för svenskar av utländsk påbrå att ta plats på musikscenen. En stor del av R&B och den urbana musikens framgångar berodde på musikern Christian "The Falcon" Falk. När han inledde sin karriär som musikproducent på 1990-talet närmade han sig dansmusik, hiphop och just R&B. Svensk R&B var vid denna tid tätt besläktad med pop-, hiphop- och soulmusik - då Falk arbetade med sångare som Neneh Cherry, dennes halvsyster Titiyo, Robyn och Stephen Simmonds. Enligt Vibe Magazine var Jennifer Brown den främsta R&B-artisten vid denna tid. Andra stora artister var Dilba och Eric Gadd, varav den sistnämnda var först med R&B och soul på svenska. Många av dessa skulle dock komma att överge R&B till förmån av kommersiell pop, och R&B:n minskade i popularitet. Bevarandet av urban musik står till stor del för musikkollektivet Blacknuss, som i hög grad är associerade till tidigare nämnda R&B-artister. Men när det sedan blivit lättare att sprida musik via internet och då invandringen har ökat så har bevarandet av urban musik stått för sig själv, enligt Blacknuss själva.
Några senare artister kom på 2000-talet för att kortvarigt bringa fram R&B - Kinnda, Ricky,
Awa Manneh och Fre. R&B på svenska blev återigen aktuellt genom Fre, men var ännu sällsynt i övrigt. Medan sammansmältningen av svensk R&B och hiphop inte var något nytt, utan tvärtom gjordes redan från början av Neneh Cherry, så kom ett nytt sound som omdefinition av det första. Newkid skapade det nya soundet genom en blandning av rap och sång på sitt debutalbum år 2011. Här börjar R&B på svenska att populariseras. Den främsta ikonen för svensk R&B idag är Cherrie, som år 2017 vann "årets hiphop/soul" med sitt debutalbum Sherihan. Hon är erkänd som Sveriges R&B-drottning, Hon har börjat sätta svensk R&B återigen på den internationella kartan, med artistsamarbeten med den engelska rapparen Stormzy och amerikanska sångaren Kehlani. "Jag vet att jag placeras i ett R&B-fack och jag claimar det så hårt, för det är den musiken jag älskar. Jag har bara gammal R&B i mina spellistor." sa hon i intervju med Nöjesguiden år 2021. Men Cherries musik tar också starkt lokalt avstamp. Hennes debutalbum lyfter upp upplevelsen av kvinnlig gemenskap samt livet i orten, närmare bestämt hennes uppväxt i Rinkeby. En av producenterna till Cherries debutalbum, Leslie Tay, släppte sitt eget debutalbum Vilja & Tålamod år 2018 vilken han själv beskrev som "svensk RnB på riktigt". Leslie Tays vision är att inspirera fler svenska artister till att göra riktig R&B utan att kopiera det som görs i USA.

## Svenska R&B-artister
Det finns ett antal svenska artister som hittills bidragit till den R&B-scen som växer i landet. Bland andra:
- Ansiktet[17]
- Blacknuss
- Blen[18]
- Cherrie[19]
- Christian "The Falcon" Falk
- Elias Abbas
- Eric Gadd
- Fre Jessica Folcker
- Leslie Tay[20]
- Mabel[21]
- Nápoles[22]
- Neneh Cherry
- Newkid[23]
- Robyn
- Sebastian Mikael[24]
- Snoh Aalegra
- Seinabo Sey
- Stephen Simmonds
- Titiyo
- Zikai